# ディスコサイケデリカ
『ディスコサイケデリカ』は、2017年6月28日にYou'll Recordsよりリリースされるゆるめるモ!の通算6枚目のミニアルバム。

## 概要
CD作品としては「孤独と逆襲EP」、アルバム作品としては「WE ARE A ROCK FESTIVAL」以来となるミニアルバム。
本作の作曲陣にはゆるめるモ！の楽曲を数多く手掛けているハシダカズマ、松坂康司のほか、過去に楽曲提供をしているPOLYSICSのハヤシヒロユキ、M87に加え、大森靖子、天才バンド/ワンダフルボーイズのSundayカミデが初めて参加した。ゆるめるモ！の公式Twitterでは発売前から本作の収録曲をメンバーのマネキンチャレンジ動画のBGMとして公開している。
リリース後、本作を携えて行われた「ディスコサイケデリカツアー」の最終日である7月23日の赤坂BLITZ公演から本作のアナログ盤が発売された。専用の帯が付属するほか、アナログ盤限定で収録曲のリミックスが2曲収録されている。

## 収録曲
1. 「melted」
メンバーがアルバムタイトルとグループ名を繰り返す小曲のオープニングナンバー。冒頭の外国人同士の会話は映画「スパイダー・ベイビー」からサンプリングされている。[2]
「ゆるトロ (slo-モ!)」とは異なり作詞クレジットはされていない。
2. 「モイモイ」
タイトルは「もういい もういい」の意。グラムロック調のゆったりとしたダンスチューン。[3]
振付は南流石が手掛けている。「モイモイピースダンス」と題されたこの振付はファミレスを舞台にしたMVでも披露されており、メンバーによる踊ってみた動画も公開されている。[4]なおこのMVに出演しているファミレス客はエキストラとして参加したファンが演じている。
3. 「うんめー」
大森靖子による初の提供楽曲。メンバーへのインタビューを元に製作されており、メンバーの話した言葉がそのまま歌詞になっている箇所もあるという。
MVは箱田優子が監督を務めたもので、メンバーが個別にカラオケボックスで歌うものとなっており、カラオケのような歌詞字幕も表示される。映像には箱田によるインタビューも挿入されている。
過去にメンバーのあのが大森の楽曲に参加していたほか、2017年には共演したイベントでゆるめるモ！のライブに飛び入り参加し「ナイトハイキング」をセッション、またツーマンライブも開催しており、こうした縁から楽曲提供の約束をしていたという。ライブで先行披露されている。
4. 「我が名とは」
メンバーによるリクエストで古風な言葉遣いを意識して作詞されている。
5. 「デテコイ!」
「不意打て!!」以来およそ1年半ぶりとなるハヤシによる提供楽曲。
曲のラストはサビを繰り返しながらそのままフェードアウトするというゆるめるモ！としては珍しい楽曲となっている。
6. 「ミュージック 3、4分で終わっちまうよね」
Aメロはひたすら罵倒語が書かれている。これは実際にメンバーが過去に言われたもので、それぞれのフレーズについて言われたメンバー自身が歌唱を担当している。
本作収録曲の中で最初にライブで披露された。イントロやサビで観客と共に踊る振り付けがある。
7. 「震えて甦れ (Remastered)」
前作「孤独と逆襲EP」のリード曲。既発の楽曲がミニアルバムに収録されるのは初。本作収録にあたりリマスタリングが施されている。
8. 「永遠のmy boy」
Sundayカミデによる初の提供楽曲。従来のゆるめるモ！にはほとんどなかったラブソングであったためメンバーは驚いたという。
5月27日の下北沢SOUND CRUISING 2017にて初披露された。この日はゆるめるモ！の出演ステージで前の出番が本曲を提供したSundayカミデがメンバーの天才バンドだったこともあり、急遽依頼を受け楽曲披露前にカミデがステージに現れゆるめるモ！ファンに向けてコメントを送った。(演奏参加などはしていない)

## 収録内容
CD盤収録曲
| #         | タイトル                                  | 作詞           | 作曲                   | 編曲           | 時間  |
| --------- | ----------------------------------------- | -------------- | ---------------------- | -------------- | ----- |
| 1.        | 「melted」                                | -              | ハシダカズマ           | ハシダカズマ   | 1:31  |
| 2.        | 「モイモイ」                              | 小林愛         | ハシダカズマ           | ハシダカズマ   | 4:07  |
| 3.        | 「うんめー」                              | 大森靖子       | 大森靖子               | ハシダカズマ   | 4:27  |
| 4.        | 「我が名とは」                            | 小林愛         | 田家大知、松坂康司     | 松坂康司       | 4:08  |
| 5.        | 「デテコイ!」                             | ハヤシヒロユキ | ハヤシヒロユキ         | ハヤシヒロユキ | 4:25  |
| 6.        | 「ミュージック 3、4分で終わっちまうよね」 | 小林愛         | 田家大知、M87          | M87            | 3:59  |
| 7.        | 「震えて甦れ (Remastered)」               | 小林愛         | 田家大知、ハシダカズマ | ハシダカズマ   | 4:37  |
| 8.        | 「永遠のmy boy」                          | Sundayカミデ   | 告井孝通               | 告井孝通       | 3:49  |
| 合計時間: | 合計時間:                                 | 合計時間:      | 合計時間:              | 合計時間:      | 31:03 |

アナログ盤収録曲
| #  | タイトル                                                                                     | 作詞 | 作曲・編曲 |
| -- | -------------------------------------------------------------------------------------------- | ---- | ---------- |
| 1. | 「melted」                                                                                   |      |            |
| 2. | 「モイモイ」                                                                                 |      |            |
| 3. | 「うんめー」                                                                                 |      |            |
| 4. | 「我が名とは」                                                                               |      |            |
| 5. | 「モイモイ (1day remix)」(ハシダカズマ (箱庭の室内楽)によるリミックス。アナログ盤にのみ収録) |      |            |

| #  | タイトル | 作詞 | 作曲・編曲 |
| -- | --- | ---- | ---------- |
| 1. | 「デテコイ!」 |      |            |
| 2. | 「ミュージック 3、4分で終わっちまうよね」 |      |            |
| 3. | 「震えて甦れ (Remastered)」 |      |            |
| 4. | 「永遠のmy boy」 |      |            |
| 5. | 「melted (DieTRAX remix)」(DieTRAXによるリミックス。アナログ盤にのみ収録。アナログ盤リリース後のライブではこのリミックスをライブの登場曲に使用することもあった) |      |            |